# Aïn Zaouia
Aïn Zaouia è un comune dell'Algeria, situato nella provincia di Tizi Ouzou.